# Трънско
 Тази статия е за историко-географската област.  За общината вижте Трън (община).  
Трънско е историко-географска област в Западна България, около град Трън.
Територията ѝ съвпада приблизително с някогашната Трънско околия – днешната община Трън заедно със село Одраница в община Земен. Разположена е в Трънската котловина и по ограждащите я планини. Граничи с Бабушнишко и Царибродско на север, Годечко и Брезнишко на изток, Радомирско, Кюстендилско и Босилеградско на юг и Сурдулишко на запад.

## Вижте още
- Знеполе